# Cielo e terra
Chansons représentant la Suisse au Concours Eurovision de la chanson
Irgendwoher
(1959) Nous aurons demain
(1961)
Cielo e terra (« Ciel et Terre ») est une chanson interprétée par la chanteuse suisse italophone Anita Traversi représentant la Suisse au Concours Eurovision de la chanson 1960 le 29 mars à Londres.

## À l'Eurovision
La chanson est intégralement interprétée en italien, l'une des langues officielles de la Suisse, comme le veut la coutume avant 1966. L'orchestre est dirigé par Cédric Dumont.
Cielo e terra est la neuvième chanson interprétée lors de la soirée du concours, suivant Ce soir-là de François Deguelt pour Monaco et précédant Wat een geluk de Rudi Carrell pour les Pays-Bas.
À l'issue du vote, elle obtient 5 points et se classe 8e — à égalité avec Romantica de Renato Rascel pour l'Italie — sur 13 chansons,.
Anita Traversi retourne représenter la Suisse au Concours Eurovision de la chanson 1964 avec la chanson I miei pensieri.

## Liste des titres
| A1. | Cielo e terra       | Mario Robbiani, Alberto Bottazzi        |  |
| B1. | Il mio nome è Donna | Gian Carlo Testoni, Vittorio Mascheroni |  |

## Historique de sortie
| Pays   | Date | Format   | Label               |
| ------ | ---- | -------- | ------------------- |
| Italie | 1960 | 45 tours | Jolly Hi-Fi Records |